# Анди Джаси
Анди Джаси (на английски: Andy Jassy) е американски бизнесмен.
Роден е на 13 януари 1968 година в Скарсдейл край Ню Йорк в еврейско семейство на адвокат. Завършва бизнес управление в Харвардския университет. През 1997 година започва работа в основаната малко преди това компания за интернет търговия „Амазон“. През 2003 година инициира създаването на платформата на „Амазон“ за отдалечени изчисления „Амазон Уеб Сървисис“, която ръководи до 2021 година. През 2021 година заема мястото на основателя на „Амазон“ Джеф Безос като президент и изпълнителен директор на компанията.